# Oxypogon
Oxypogon és un gènere d'ocells de la subfamília dels lesbins (Lesbiinae) dins la família dels troquílids (Trochilidae).

## Taxonomia
Segons la Classificació del Congrés Ornitològic Internacional (versió 14.1, 2024) aquest gènere està format per 4 espècies:
- colibrí emplomallat de Santa Marta (Oxypogon cyanolaemus).
- colibrí emplomallat de Bogotà (Oxypogon guerinii).
- colibrí emplomallat de Linden (Oxypogon lindenii).
- colibrí emplomallat de Stübel (Oxypogon stuebelii).